# Notophthiracarus natalensis
Notophthiracarus natalensis är en kvalsterart som beskrevs av Wojciech Niedbała 2006. Notophthiracarus natalensis ingår i släktet Notophthiracarus och familjen Phthiracaridae. Inga underarter finns listade i Catalogue of Life.